# Neosilurus ater
Neosilurus ater är en fiskart som först beskrevs av Perugia, 1894.  Neosilurus ater ingår i släktet Neosilurus och familjen Plotosidae. Inga underarter finns listade i Catalogue of Life.